# Halterofilismo nos Jogos Olímpicos de Verão de 1928
O halterofilismo nos Jogos Olímpicos de Verão de 1928 aconteceu entre 28 e 29 de julho, em Amsterdã, no Krachtsportgebouw (Prédio de Esportes de Força), que também sediou as competições de boxe e lutas nas Olimpíadas de 1928. Um total de 94 homens, representando 19 nações, participou de cinco eventos.
A partir desta edição, três provas passaram a compor as competições no halterofilismo: o desenvolvimento (ou desenvolvimento militar, também conhecido como prensa militar), o arranco e o arremesso. Para a classificação final, ou distribuição de medalhas, considerou-se a soma total dos melhores desempenhos alcançados nas três provas individuais.

## Eventos do halterofilismo
Masculino: até 60 kg | até 67,5 kg | até 75 kg | até 82,5 kg | acima de 82,5 kg

## Pena (–60 kg)
| Pos. | Atleta          | Nação          | Desenvolvimento | Arranco | Arremesso | Total    |
| ---- | --------------- | -------------- | --------------- | ------- | --------- | -------- |
|      | Franz Andrysek  | Áustria (AUT)  | 77,5 kg         | 90,0 kg | 120,0 kg  | 287,5 kg |
|      | Pierino Gabetti | Itália (ITA)   | 80,0 kg         | 90,0 kg | 112,5 kg  | 282,5 kg |
|      | Hans Wölpert    | Alemanha (GER) | 92,5 kg         | 82,5 kg | 107,5 kg  | 282,5 kg |

## Leve (–67,5 kg)
| Pos.        | Atleta         | Nação         | Desenvolvimento | Arranco  | Arremesso | Total    |
| ----------- | -------------- | ------------- | --------------- | -------- | --------- | -------- |
|             | Hans Haas      | Áustria (AUT) | 85,0 kg         | 102,5 kg | 135,0 kg  | 322,5 kg |
| Kurt Helbig | Alemanha (GER) | 90,0 kg       | 097,5 kg        | 135,0 kg | 322,5 kg  |          |
|             | Fernand Arnout | França (FRA)  | 85,0 kg         | 097,5 kg | 120,0 kg  | 302,5 kg |

## Médio (–75 kg)
| Pos. | Atleta           | Nação               | Desenvolvimento | Arranco  | Arremesso | Total    |
| ---- | ---------------- | ------------------- | --------------- | -------- | --------- | -------- |
|      | Roger François   | França (FRA)        | 102,5 kg        | 102,5 kg | 130,0 kg  | 335,0 kg |
|      | Carlo Galimberti | Itália (ITA)        | 105,0 kg        | 097,5 kg | 130,0 kg  | 332,5 kg |
|      | August Scheffer  | Países Baixos (NED) | 097,5 kg        | 105,0 kg | 125,0 kg  | 327,5 kg |

## Pesado-ligeiro (–82,5 kg)
| Pos. | Atleta            | Nação               | Desenvolvimento | Arranco  | Arremesso | Total    |
| ---- | ----------------- | ------------------- | --------------- | -------- | --------- | -------- |
|      | El Sayed Nosseir  | Egito (EGY)         | 100,0 kg        | 112,5 kg | 142,5 kg  | 355,0 kg |
|      | Louis Hostin      | França (FRA)        | 100,0 kg        | 110,0 kg | 142,5 kg  | 352,5 kg |
|      | Johannes Verheyen | Países Baixos (NED) | 095,0 kg        | 105,0 kg | 137,5 kg  | 337,5 kg |

## Pesado (+82,5 kg)
| Pos. | Atleta             | Nação                | Desenvolvimento | Arranco  | Arremesso | Total    |
| ---- | ------------------ | -------------------- | --------------- | -------- | --------- | -------- |
|      | Josef Strassberger | Alemanha (GER)       | 122,5 kg        | 107,5 kg | 142,5 kg  | 372,5 kg |
|      | Arnold Luhaäär     | Estônia (EST)        | 100,0 kg        | 110,0 kg | 150,0 kg  | 360,0 kg |
|      | Jaroslav Skobla    | Checoslováquia (TCH) | 100,0 kg        | 107,5 kg | 150,0 kg  | 357,5 kg |

## Quadro de medalhas
| Pos.               | País               | Ouro | Prata | Bronze | Total |
| ------------------ | ------------------ | ---- | ----- | ------ | ----- |
| 1                  | GER Alemanha       | 2    | 0     | 1      | 3     |
| 2                  | AUT Áustria        | 2    | 0     | 0      | 2     |
| 3                  | FRA França         | 1    | 1     | 1      | 3     |
| 4                  | EGY Egito          | 1    | 0     | 0      | 1     |
| 5                  | ITA Itália         | 0    | 2     | 0      | 2     |
| 6                  | EST Estônia        | 0    | 1     | 0      | 1     |
| 7                  | NED Países Baixos  | 0    | 0     | 2      | 2     |
| 8                  | TCH Checoslováquia | 0    | 0     | 1      | 1     |
| Total (8 entradas) | Total (8 entradas) | 6    | 4     | 5      | 15    |